# Panoteriai
Panoteriai är en ort i Litauen. Den ligger i den centrala delen av landet, 80 km nordväst om huvudstaden Vilnius. Panoteriai ligger 76 meter över havet och antalet invånare är 399.
Terrängen runt Panoteriai är mycket platt. Runt Panoteriai är det ganska tätbefolkat, med 58 invånare per kvadratkilometer. Närmaste större samhälle är Jonava, 14,6 km sydväst om Panoteriai. I omgivningarna runt Panoteriai växer i huvudsak blandskog.